# Krzysztof Sulima
Krzysztof Sulima (ur. 5 stycznia 1990 w Białymstoku) – polski koszykarz grający na pozycji środkowego, obecnie zawodnik Anwil Włocławek .
1 sierpnia 2019 dołączył do Anwilu Włocławek. 16 lutego 2021 został zawodnikiem  Enei Zastalu BC Zielona Góra. 5 lipca 2022 zawarł umowę z PGE Spójnią Stargard. W sezonie 2024 wrócił do Anwilu.

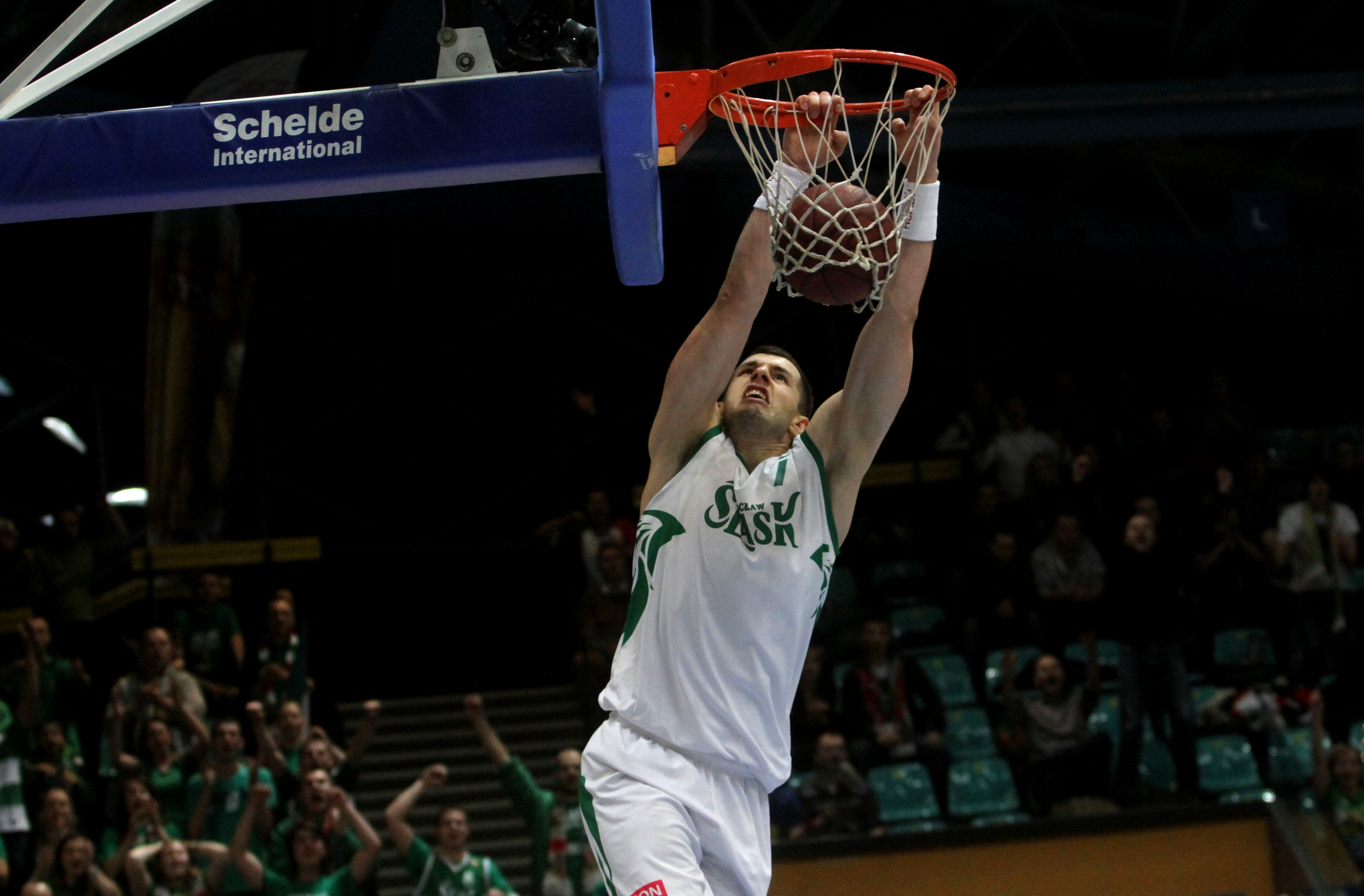
Krzysztof Sulima w Śląsku Wrocław

## Osiągnięcia
Stan na 1 maja 2024, na podstawie, o ile nie zaznaczono inaczej.

### Drużynowe
Seniorskie
- Wicemistrz Polski (2017[5], 2019[6], 2021[7])
- Brązowy medalista mistrzostw Polski (2018, 2020)
- Mistrz:
  - I ligi (2009, 2011, 2013)
  - II ligi (2009)
- Zdobywca:
  - Pucharu Polski (2014, 2018, 2020[8])
  - Superpucharu Polski (2018[9], 2019[10], 2021[11])
- Finalista:
  - Pucharu Polski (2024)[12]
  - Superpucharu Polski (2020)[13]

Młodzieżowe
- Mistrz Polski juniorów starszych (2009, 2010)
- Brązowy medalista mistrzostw Polski juniorów starszych (2008)

### Indywidualne
Seniorskie
- Największy Postęp PLK (2017)[14]
- Zaliczony do I składu kolejki OBL (30 – 2023/2024)[15]
- Uczestnik meczu gwiazd I ligi (2011)[16]
- Lider I ligi w skuteczności rzutów z gry (2013 – 62,2%)[17]

Młodzieżowe
- MVP turnieju mistrzostw Polski Juniorów Starszych (2010)
- I skład mistrzostw Polski juniorów (2008)

### Reprezentacja
- Brązowy medalista mistrzostw Europy dywizji B:
  - U–20 (2010)
  - U–18 (2008)
- Uczestnik mistrzostw Europy U–16 dywizji B (2006 – 10. miejsce)